# 대한민국의 텔레비전 드라마 목록 (ㅂ)
대한민국의 텔레비전 드라마 목록 (ㅂ)에서는 ㅂ으로 시작되는 제목의 대한민국의 드라마을 서술한다.

## 바
- 바람 불어 좋은 날 (드라마)
- 바람과 구름과 비 (1989년 드라마)
- 바람과 구름과 비 (2020년 드라마)
- 바람꽃 (드라마)
- 바람꽃은 시들지 않는다 (드라마)
- 바람은 불어도
- 바람의 나라 (드라마)
- 바람의 노래
- 바람의 아들
- 바람의 화원 (드라마)
- 바람이 분다 (2019년 드라마)
- 바람처럼 파도처럼
- 바람피면 죽는다
- 바벨 (드라마)
- 바보같은 사랑
- 바보엄마
- 반달곰 내 사랑
- 반의 반
- 발리에서 생긴 일
- 발칙하게 고고
- 밤을 걷는 선비
- 밤에 피는 꽃
- 밥 잘 사주는 예쁜 누나
- 밥 줘
- 밥상 차리는 남자
- 밥상을 차리는 여자
- 방법 (드라마)
- 방울이
- 배가본드 (드라마)
- 배드파파
- 백만송이 장미 (드라마)
- 백만장자와 결혼하기
- 백번 선본 여자
- 백색 미로
- 백설공주 (드라마)
- 백수탈출
- 백야 3.98
- 백일의 낭군님
- 백조의 호수 (드라마)
- 백희가 돌아왔다
- 뱀파이어 검사
- 뱀파이어 검사 2
- 뱀파이어 탐정
- 방법 (드라마)
- 반의 반

## 버
- 베이비시터 (드라마)
- 베토벤 바이러스
- 번외수사

## 벼
- 벼랑위의 사람들
- 변혁의 사랑
- 별난 가족
- 별난 며느리
- 별난여자 별난남자
- 별도 달도 따줄게
- 별별 며느리
- 별에서 온 그대
- 별을 따다줘
- 별을 쏘다
- 별이 되어 빛나리
- 별이 빛나는 우리
- 병원선 (드라마)

## 보
- 보고 또 보고
- 보고싶다 (드라마)
- 보고싶은 얼굴 (1991년 드라마)
- 보고싶은 얼굴 (2001년 드라마)
- 보디가드 (2003년 드라마)
- 보스를 지켜라
- 보이스 (드라마)
- 보이스 2
- 보이스 3
- 보좌관 - 세상을 움직이는 사람들
- 보좌관 - 세상을 움직이는 사람들 시즌2
- 복녀 (드라마)
- 복면검사
- 복수가 돌아왔다
- 복수노트
- 복수노트 2
- 복희 누나
- 본 어게인 (드라마)
- 봄날 (드라마)
- 봄날은 간다 (드라마)
- 봄밤
- 봄의 왈츠
- 봄이 오나 봄
- 봉선화 (드라마)
- 본 대로 말하라

## 부
- 부모님전상서
- 부부의 세계
- 부암동 복수자들
- 부자유친
- 부자의 탄생 (드라마)
- 부잣집 아들
- 부탁해요 캡틴
- 부탁해요, 엄마
- 부활 (2005년 드라마)
- 북경, 내 사랑
- 분례기 (드라마)
- 분이
- 분홍립스틱
- 불굴의 며느리
- 불굴의 차여사
- 불꽃 (2000년 드라마)
- 불꽃놀이 (1984년 드라마)
- 불량 주부
- 불량 커플
- 불량가족
- 불멸의 이순신
- 불온
- 불의 나라 (드라마)
- 불한당 (드라마)
- 붉은 달 푸른 해
- 부부의 세계

## 뷰
- 뷰티 인사이드(드라마)
- 뷰티풀 마인드 (드라마)

## 브
- 브라보 마이 라이프 (드라마)
- 브람스를 좋아하세요?
- 브레인 (드라마)
- 블랙 (드라마)
- 블랙독 (드라마)
- 블러드 (드라마)

## 비
- 비검
- 비단향꽃무 (드라마)
- 비련초
- 비밀 (2000년 드라마)
- 비밀 (2013년 드라마)
- 비밀과 거짓말 (대한민국의 드라마)
- 비밀의 문: 의궤 살인 사건
- 비밀의 숲
- 비켜라 운명아
- 빅 (드라마)
- 빅맨 (드라마)
- 빅이슈 (2019년 드라마)
- 빅 포레스트
- 빈센조 (드라마)
- 빙의 (드라마)
- 빙점 (1990년 드라마)
- 빙점 (2004년 드라마)
- 빛과 그림자 (1985년 1월 드라마)
- 빛과 그림자 (1985년 4월 드라마)
- 빛나거나 미치거나 (드라마)
- 빛나는 로맨스
- 빛나라 은수
- 비밀의 숲 2

## ㅃ
- 빨간 능금이 열릴 때까지
- 뻐꾸기 둥지
- 뿌리깊은 나무 (2011년 드라마)